# Kamboi
Kamboi, Kampoi, Kambi, (en grec: Κάμποι) est un village de Crète, en Grèce. Il se situe dans la dème de Keramion, dans le nome de La Canée. Kampoi se situe à une vingtaine de kilomètres au sud-est de La Canée. Le village compte 169 habitants.